# Oliver Junk

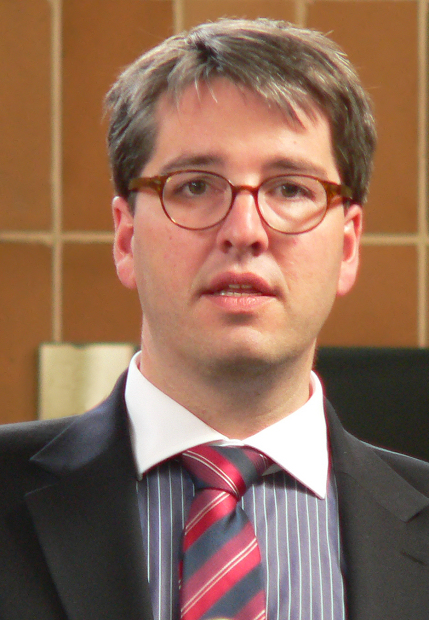
Oliver Junk (2013)

Oliver Junk (* 17. Januar 1976 in Frankfurt am Main) ist ein deutscher Politiker (CDU). Er war von 2011 und bis Ende 2021 Oberbürgermeister der niedersächsischen Stadt Goslar.

## Leben
Oliver Junk wuchs in Wetter im Landkreis Marburg-Biedenkopf auf. 1995 machte er sein Abitur am Gymnasium Philippinum in Marburg. Nach seinem Wehrdienst studierte er Rechtswissenschaften an der Philipps-Universität Marburg und der Universität Bayreuth. 2001 legte er sein Erstes Juristisches Staatsexamen und im November 2003 sein Zweites Juristisches Staatsexamen ab. 2005 machte er zusätzlich in Bayreuth einen Abschluss als Wirtschaftsjurist und promovierte 2005 zum Thema Das Konnexitätsprinzip in der Bayerischen Verfassung mit Rigorosum 2006. Die Dissertation wurde 2006 im Bayreuther PCO-Verlag veröffentlicht.
Von 2003 bis 2004 war Junk freier Mitarbeiter bei der Bayreuther Bauunternehmung W. Markgraf. 2004 ließ er sich in Bayreuth als Rechtsanwalt nieder, spezialisiert auf Wirtschaftsrecht, Vertragsrecht, Baurecht, Architektenrecht und Luftfahrtrecht. Er war bis 2010 Geschäftsführer des Bindlacher Luftfahrtunternehmens Fair Air. Nach seinem Ausscheiden als Geschäftsführer ist er dort weiterhin Gesellschafter mit einem Anteil von 12,4 Prozent.
Seit 2022 ist Oliver Junk als Rechtsanwalt in Goslar zugelassen, dort hatte er von 2022 bis Anfang 2024 seine eigene Kanzlei. 2023 wurde er zum Professor für Verwaltungsrecht mit Schwerpunkt Kommunalrecht an der Hochschule Harz in Halberstadt berufen, nachdem er diese Professur zuvor ab Anfang 2022 vertretungsweise wahrgenommen hatte.
Oliver Junk ist Mitglied der Bayreuther KV-Verbindung K.St.V. Andechs-Merania und war Mitglied des RCDS. Im April 2015 wurde Junk als Nachfolger von Michael Ermrich zum Präsidenten des Harzklubs gewählt.
Er ist verheiratet und hat vier Töchter.

## Politischer Werdegang

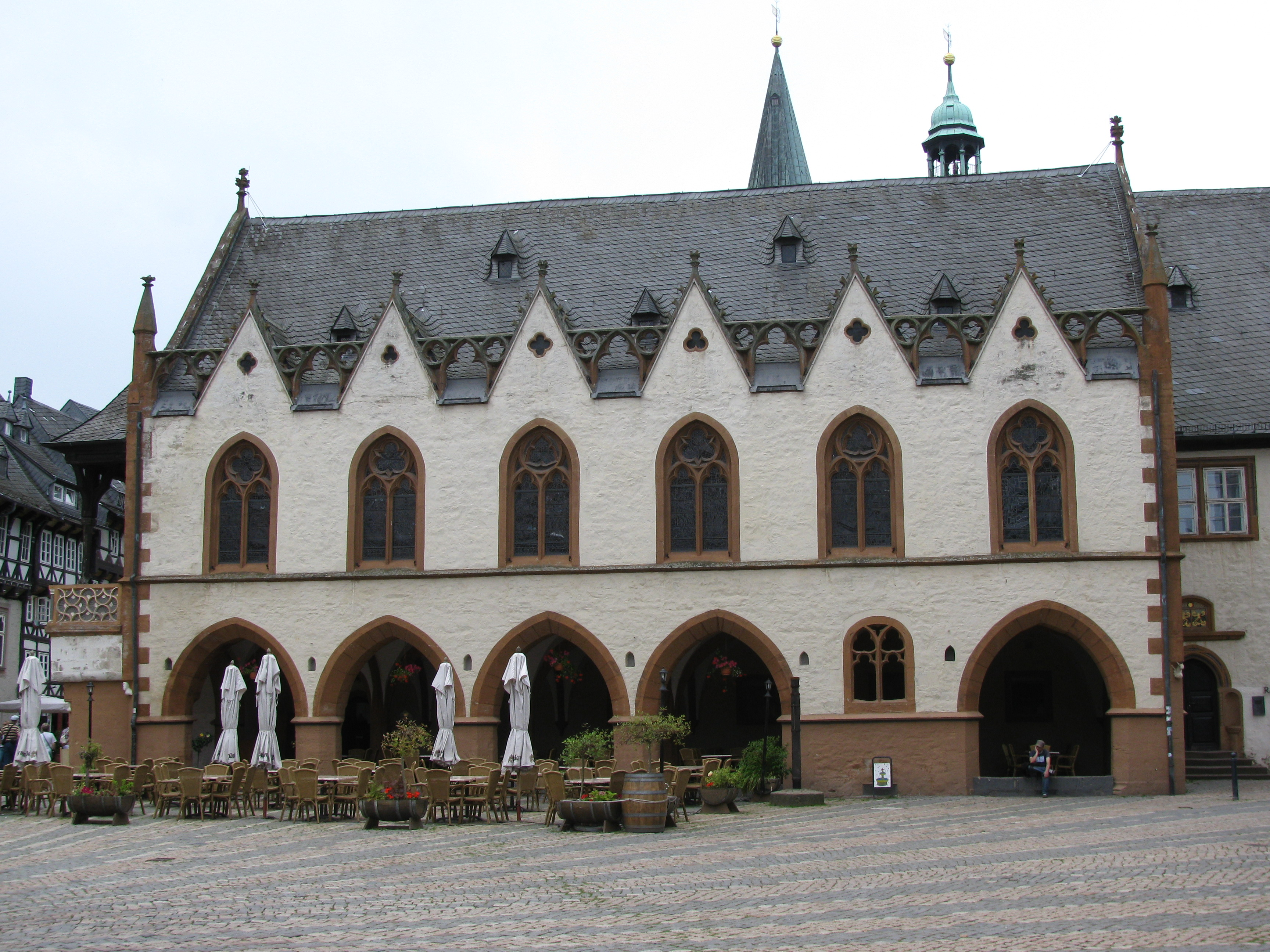
Goslarer Rathaus (2011)

Oliver Junk war ursprünglich Mitglied von CDU und Junger Union im Landkreis Marburg-Biedenkopf, wechselte aber mit dem Studienort 1997 zur CSU in Bayern. Junk blieb auch nach seiner Wahl als Oberbürgermeister in Goslar 2011 zunächst Mitglied der CSU. Im Juni 2014 wurde er Mitglied der CDU in Niedersachsen und trat aus der CSU aus. Einen ähnlichen Fall im Spektrum Christlicher Parteien gibt es in Würzburg: Hier ist Christian Schuchardt (CDU) seit 2014 Rathauschef.
Von 2001 bis 2002 war Oliver Junk wissenschaftlicher Mitarbeiter des Europapolitikers Joachim Wuermeling (CSU). Von 2006 bis September 2011 war Junk Leiter des Wahlkreisbüros des Parlamentarischen Geschäftsführers der CSU-Landesgruppe im Deutschen Bundestag, Hartmut Koschyk. 2005/06 führte er die CSU-Bundeswahlkreisgeschäftsstelle in Bayreuth.

### Stadtrat
Dem Stadtrat der oberfränkischen Stadt Bayreuth gehörte er von 2002 bis September 2011 als ehrenamtlicher Stadtrat an, davon war er von 2008 bis September 2011 Fraktionsvorsitzender der Fraktionsgemeinschaft von CSU und BT go! Dort war er Mitglied im Ältesten-, Haupt- und Verkehrsausschuss sowie Mitglied der Aufsichtsräte der Bayreuther Energie- und Wasserversorgungs-GmbH (heute: Stadtwerke Bayreuth Energie und Wasser GmbH), der Bayreuther Verkehrs- und Bäder GmbH (heute: Stadtwerke Bayreuth Verkehr und Bäder GmbH) und der Stadtwerke Bayreuth Holding. Im Jahr 2011 wurde er als CSU-Kreisvorsitzender Bayreuth Stadt und in den CSU-Bezirksvorstand gewählt. Zwischen 1999 und 2013 hatte Oliver Junk diverse Funktionen in der Jungen Union und der CSU inne, unter anderem Kreisvorsitzender der Jungen Union Bayreuth Stadt, stellvertretender Bezirksvorsitzender der Jungen Union in Oberfranken, sowie Kreisvorsitzender und Kreisgeschäftsführer der CSU Bayreuth Stadt. Dem CSU-Bezirksvorstand Oberfranken gehörte er zwischen 2011 und 2013 an.

### Oberbürgermeister
Nach der Abwahl des Goslarer Oberbürgermeisters Henning Binnewies (SPD) im April 2011 war die Stelle vakant. Oliver Junk wurde von der CDU Goslar als Kandidat für die Oberbürgermeisterwahl am 11. September 2011 im Rahmen der Kommunalwahlen in Niedersachsen 2011 aufgestellt und gewann diese mit 45,06 Prozent der Stimmen bei einer Wahlbeteiligung von 51,03 Prozent. Eine Stichwahl war nach der zu dieser Zeit gültigen Kommunalverfassung nicht notwendig. Die Wahlperiode betrug acht Jahre. Aufgrund der von ihm maßgeblich vorangebrachten Fusion der Städte Goslar und Vienenburg wurde eine Neuwahl des Oberbürgermeisters der Stadt Goslar notwendig, die am 22. September 2013 stattfand. Die etablierten Parteien in Goslar und Vienenburg verzichteten dabei auf die Aufstellung eines eigenen Kandidaten. Junk gewann die Wahl deutlich mit 93,7 % der abgegebenen Stimmen. Sein einziger Gegenkandidat Patrick Kallweit (NPD) erreichte 6,3 Prozent. Die Wahlbeteiligung lag bei 64,2 %. Die Amtszeit als Oberbürgermeister der fusionierten Stadt begann am 1. Januar 2014 und beträgt acht Jahre.
2013 erregte er in Goslar damit Aufsehen, dass er als Sparmaßnahme die Straßenbeleuchtung nachts abschalten ließ. Aufgrund von Protesten konnte er diesen ungewöhnlichen Schritt jedoch nicht auf Dauer etablieren.
Oliver Junk löste mit seinem Vorschlag, einen „Großkreis Harz“ über die bestehende Ländergrenze zwischen Niedersachsen und Sachsen-Anhalt zu bilden, im Frühjahr 2014 eine kontroverse überregionale Debatte aus. Er bemängelte, dass Fusionen auf Gemeinde- und Kreisebene in Niedersachsen nur zufällig entstehen und notwendige Vorgaben zu Gemeinde- und Kreisgrößen durch die Landesregierung unterbleiben.
Im September 2014 wurde Oliver Junk in den Landesvorstand der CDU in Niedersachsen gewählt. Im Niedersächsischen Städtetag war Oliver Junk im Präsidium Stellvertreter des Oberbürgermeisters von Salzgitter, Frank Klingebiel.
Im November 2014 rief Junk in einer Rede zu einem deutlichen Umdenken in der Flüchtlingspolitik auf, um die neu ankommenden Menschen als Chance und nicht als Last wahrzunehmen. Die Rede erlangte landesweite Bekanntheit und führte zu zahlreichen Veröffentlichungen im In- und Ausland, unter anderem in The Observer, The Times, Die Tageszeitung, Die Zeit und der Welt am Sonntag. Junk regte an, interkommunale Vereinbarungen zu schließen, wonach der ländliche Raum verstärkt Flüchtlinge dezentral unterbringen und damit Großstädte bei den Unterbringungsengpässen entlasten könnte. Nach Auffassung Junks hätte so Integration verbessert und demographische Probleme des ländlichen Raums abgemildert werden können.
Bei der Goslarer Oberbürgermeisterwahl im Zuge der Kommunalwahlen in Niedersachsen 2021 unterlag er der SPD-Kandidatin Urte Schwerdtner mit 32,1 gegenüber 49,9 Prozent der abgegebenen Stimmen, so dass eine Stichwahl erforderlich wurde. Diese fand am 26. September 2021 statt und wurde von Schwerdtner mit 62,8 Prozent der gültigen Stimmen gewonnen.
Wenige Tage vor der Oberbürgermeisterwahl berichteten Medien, dass Junk ein Disziplinarverfahren drohe. Kurz vor der Stichwahl berichteten Medien, dass das Niedersächsische Innenministerium am 10. September 2021 ein Disziplinarverfahren gegen ihn eingeleitet habe. Ihm wurde vorgeworfen, in einem Vergabeverfahren für ein Sanierungsgrundstück vor mehreren Jahren Akten manipuliert zu haben. In erster Instanz wurde dieser Vorwurf wegen Verjährung abgewiesen.